# تامپره ۱۴۹۷
سیارک ۱۴۹۷ (به انگلیسی: 1497 Tampere، نامگذاری:1938SB1) هزار و چهارصد و نود و هفتمین سیارک کشف شده‌است که در ۲۲ سپتامبر ۱۹۳۸ کشف شد.
قدر مطلق سیارک برابر ۱۱٫۹۰ است.